# Palaeognathus succini
Palaeognathus succini es una especie de coleóptero de la familia Lucanidae.

## Distribución geográfica
Habita en el mar Báltico.